# Prosna
Il Prosna è un fiume che attraversa la Polonia, ha una lunghezza di 216,8 chilometri.